# Chamoso (apellido)
Chamoso es un apellido de origen salmantino.

## Apellido
Apellido salmantino que trae por armas escudo partido:
- Primero, en campo de oro, una pata de ave de plata (contra las leyes heráldicas), moviente del flanco siniestro.
- Segundo, en campo de gules, una pata de ave de plata, moviente del flanco siniestro.
- Sobre el todo un huevo también de plata. (E.S.V.)

## Estadísticas
En España, según el INE (Instituto Nacional de Estadística), hay 358 personas censadas con el apellido Chamoso, 187 de primer apellido y 171 de segundo apellido.
El mayor número de apariciones se da en Salamanca, 164. También aparece en provincias como Cáceres (7), Orense (14), Asturias (26), Valladolid (6) o Madrid (77).

## El Escudo
- Significado de los colores en heráldica.
- Oro, es un metal simbolizado con un color amarillo intenso, que representa la nobleza, la magnanimidad, la riqueza, el poder, la luz, la constancia y la sabiduría.
- Gules, es un esmalte simbolizado con el color rojo intenso, es signo de fortaleza, victoria, osadía, alteza y ardid.
- Plata, es considerado el más noble de los esmaltes, se representa como un gris, es un signo de pureza, integridad, obediencia, firmeza, vigilancia, elocuencia y vencimiento.

- El Pavo doméstico: En contraposición al esplendor del pavo real, el pavo doméstico simboliza la humildad y el trabajo hacendoso de aquel que cumple fielmente con su deber, sin necesidad de realizar vanas ostentaciones. Se lo presenta con la cola en posición ruante pero todo él en color sable. Si bien no hemos hallado un pavo entero, si encontramos dos muslos de pavo y un huevo de pava en las armas de los Chamoso (2v.).